# Малоярославецкий детинец
Детинец Малоярославца — историческое ядро и крепость Малоярославца Калужской области. Находился на высоком (до 20 м) береговом уступе площадью 1,6 га, омываемом с севера рекой Лужей. С боковых сторон был ограждён оврагами, в одном из которых протекала речка Ярославка. С напольной южной стороны детинец защищали ров и вал. Площадка детинца имела две террасы. Верхняя была большей по площади (80х50 м), чем примыкавшая к ней нижняя, крутые склоны которой обрывались к реке. На верхей площадке предположительно находился княжеский двор с теремом и соборной церковью Михаила Архангела, ниже находилось укреплённое предградье с домами ремесленников, обслуживавших княжеский двор. Напротив детинца, на соседнем береговом уступе, находился Николаевский мужской монастырь.
Детинец на древнем городище вятичей был предположительно заложен серпуховским князем Владимиром Андреевичем Храбрым, который назвал новый город в честь своего третьего сына Ярослава. Первое летописное упоминание о городе датируется 1402 годом. После смерти Владимира Храброго он отошёл Ярославу и стал центром удельного Малоярославецкого княжества. Деревянные стены и башни крепости были сожжены, по-видимому, в годы Смутного времени и с тех пор уже не восстанавливались. В 1812 году при сражении под Малоярославцем местом ожесточённых боёв стало также Малоярославецкое городище. Его земляные укрепления хорошо сохранились до наших дней и являются памятником археологии.